# Enrico Bianchi
Enrico Bianchi (Coira, 13 de mayo de 1930-26 de marzo de 2025) fue un deportista suizo que compitió en remo.

## Carrera deportiva
Participó en dos Juegos Olímpicos de Verano en los años 1952 y 1960, obteniendo una medalla de plata en Helsinki 1952 en la prueba de cuatro con timonel. Ganó tres medallas en el Campeonato Europeo de Remo entre los años 1951 y 1954.

## Palmarés internacional
| Juegos Olímpicos   | Juegos Olímpicos         | Juegos Olímpicos  | Juegos Olímpicos   |
| Año                | Lugar                    | Medalla           | Prueba             |
| ------------------ | ------------------------ | ----------------- | ------------------ |
| 1952               | Helsinki (Finlandia)     | Medalla de plata  | Cuatro con timonel |
| Campeonato Europeo |                          |                   |                    |
| Año                | Lugar                    | Medalla           | Prueba             |
| 1951               | Mâcon (Francia)          | Medalla de plata  | Cuatro con timonel |
| 1953               | Copenhague (Dinamarca)   | Medalla de bronce | Cuatro con timonel |
| 1954               | Ámsterdam (Países Bajos) | Medalla de bronce | Cuatro sin timonel |